# Texas Instruments Innovaction Challenge
Texas Instruments Innovaction Challenge (TIIC) è una competizione studentesca internazionale, rivolta agli studenti universitari delle facoltà di Ingegneria e organizzata da Texas Instruments Incorporated, che consiste nel proporre soluzioni elettroniche, attraverso almeno tre dispositivi analogici e un processore TI, alle sfide poste dai settori automobilistico (categoria "Automotive"), industriale ("Industrial") e dall'innovazione più in generale ("Innovaction", ad esempio i dispositivi biomedici indossabili). Ognuna delle tre categorie, in Europa, Medio Oriente e Africa, ha un vincitore, che viene retribuito con 5,000$. Gli altri possono diventare "studenti-ambasciatori" presso la propria università ("TIIC Ambassador"). TIIC fa parte del TI University Program.
Studenti da quasi tutto il mondo possono partecipare al TIIC: oltre al "TIIC Europe" (che in realtà si chiama "TIIC Europe, Middle East, Africa", dal momento che la partecipazione è estesa anche a studenti da Algeria, Ghana, Giordania, Israele, Libano, Marocco, Sudafrica, Tunisia, Turchia), esistono "TIIC China", "TIIC India", "TIIC Korea" (solo Corea del Sud), "TIIC North America", "TIIC Taiwan" e "TIIC Japon".
Dal 2012 co-sponsor è Mouser Electronics, distributore dei componenti TI, che durante il TIIC consente di ricevere campioni gratuiti. Nel 2015 due gruppi dell'Università degli Studi di Bologna sono stati selezionati tra i 20 finalisti "europei".